# Alecu Botez-Forăscu

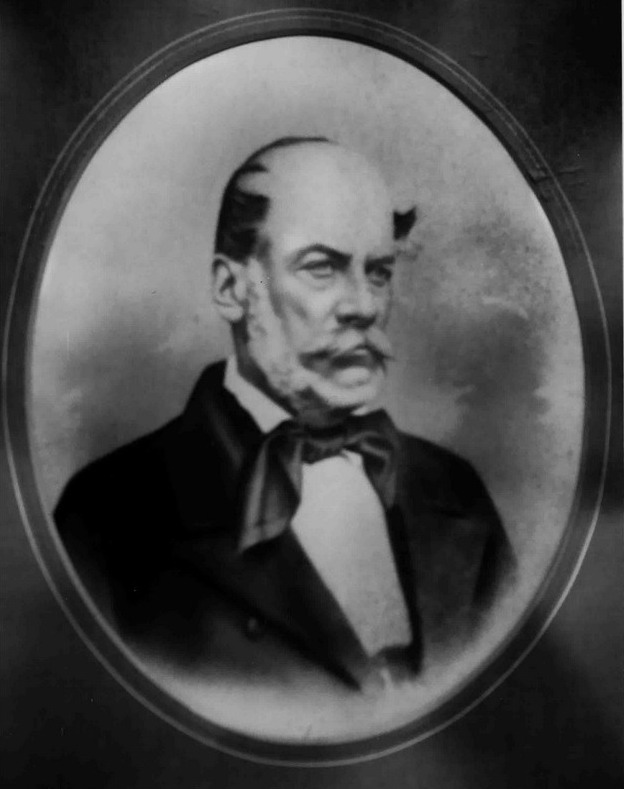
Vornicul Alecu Botez-Forăscu. Pictură anonimă ce datează din anii '60 ai secolului al XIX-lea și se află în biserica din Șoldănești.

Alexandru Botez-Forăscu, cunoscut sub numele de Alecu Botez-Forăscu sau Alecu Forăscu, poreclit și Tololoiu, (n. 1803, Forăști – d. 1869) a fost un mare boier moldovean, care a avut rangul de vornic și a fost ales deputat al Ținutului Suceava în Divanul Ad-hoc al Moldovei (1857), fiind un militant activ pentru Unirea Principatelor Române (1859).

## Biografie
Provenea din familia boierească Forăscu, care stăpânea mai multe moșii în partea de nord a Moldovei, în apropierea orașului Fălticeni. Printre moșiile stăpânite era și moșia satului Forăști.
S-a născut la Forăști în anul 1803, fiind fiul spătarului Costandin Botez (d. 1837) și nepotul medelnicerului Ioan Botez, moșieri din Forăști. Potrivit vidomostiei boierilor din 1829, comisul Alecu Forăscu locuia la Forăști și „nu are sub stăpânire nimic, fiind holtei”. A devenit apoi spătar, agă și postelnic, fiind numit în 1855 în rangul de vornic, „pentru deosăbite slujbe”.
Alecu Forăscu s-a căsătorit la 20 iulie 1833 cu Raluca Bașotă (1815-1875), fiica vornicului Andrei (Andrieș) Bașotă din Șoldănești. Data căsătoriei este atestată de o însemnare făcută de Alecu Botez-Forăscu pe o carte de rugăciuni: „La 833, iulie 20, m-am însurat și am luat pe fata spătarului Andrii Bașotă, Raluca, și m-au cununat moșu Iordachi Dărmănescu cu cucoana Ilinuța Bașotă, ziua joi, la 10 ceasuri sara”. Cei doi soți au avut nouă copii: doi băieți (Vasile și Costache) și șapte fete (Safta, Sevastia, Aglae, Aspasia, Elena, Zoița și Natalia).
În anul 1846 și-a construit o reședință impunătoare în Fălticeni, cu o structură solidă din cărămidă pe fundații de piatră și balast compactat. Casa avea inițial doar parter după un plan tradițional, cu șase camere dispuse de o parte și de alta a unui hol central, prin intermediul căruia se realiza și accesul.
Boierul Alecu Forăscu era un critic vehement al „pantalonarilor și bonjuriștilor” pe care-i critica de pe la 1848 pentru propunerea unor reforme politice contrare tradițiilor țării.

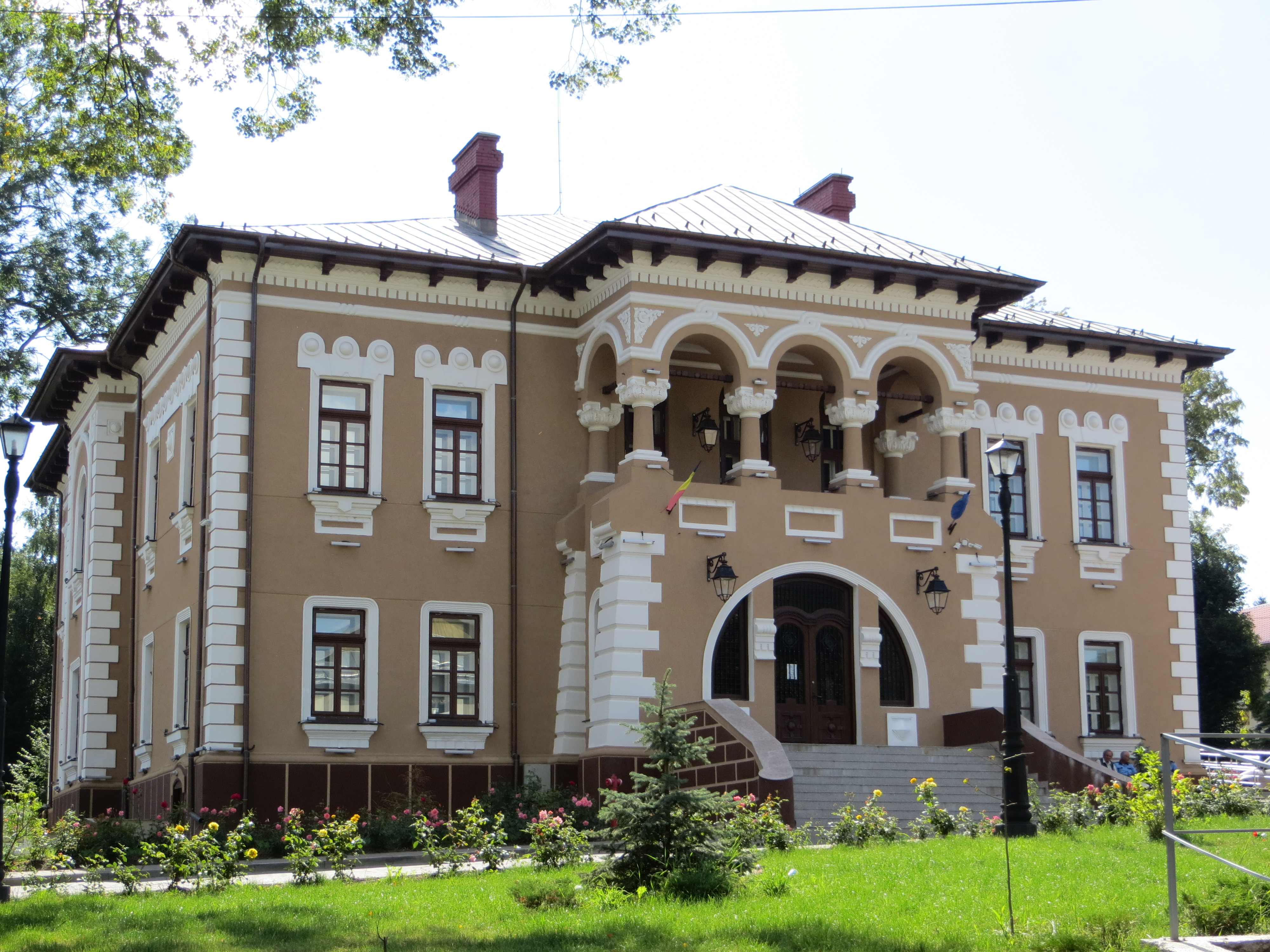
Casa Alecu Botez-Forăscu (str. Mihai Eminescu nr. 2) adăpostește astăzi Muzeul de Artă „Ion Irimescu” din Fălticeni și este înscrisă pe lista monumentelor istorice.

După moartea vornicului Andrei Bașotă în 1855, Raluca Botez-Forăscu a moștenit întreaga lui avere, după cum menționează raportul Departamentului Treburilor din Lăuntru. Ea i-a acordat soțului ei la 6 mai 1855 un act de plenipotență pentru administrarea moștenirii paterne, invocând „dragostea și încrederea ce de-a pururi a fost între mine și soțul meu”.
Vornicul Alecu Botez-Forăscu a condus încă din 1856 comitetul unionist din Fălticeni, fiind ales cu o mare majoritate ca deputat al marilor proprietari din Ținutul Suceava în Divanul Ad-hoc al Moldovei (1857). După cum își amintea scriitorul Nicolae Gane, în casele vornicului Alecu Forăscu din Fălticeni erau organizate întruniri și baluri ale unioniștilor moldoveni.
Deși provenea din clasa marilor proprietari, Alecu Forăscu era un boier apropiat de țărani, recunoscut prin generozitatea sa. Scriitorul Ion Creangă îl prezintă în povestirea „Ioan Roată și Vodă Cuza” (1882) ca pe un patriot apărător al limbii române și al obiceiurilor strămoșești, criticându-i permanent pe boierii tineri care și-au uitat originile, s-au îndepărtat de obiceiurile propriei țări și petreceau mai mult timp în străinătate decât la moșiile lor: „Toate ca toatele, dar mare luptă aveau unii dintre boierii tineri cu cuconul Alecu Forăscu, care, una-două, îi tolocănea, mustrându-i: ba că nu vorbesc drept românește, cum vorbeau părinții lor, ci au corchezit graiul strămoșesc, de nu-i mai înțelege nimene; ba că „umblați cu șurubele, să ne trageți butucul”; ba că „face omul cu cineva o tovărășie cât de mică, și tot urmează învoială între părți, iar nu așa cu ochii închiși”, căci, „dacă n-ai carte, n-ai parte”, scurtă socoteală; ba că, „de când cu străinătatea, v-ați înstrăinat și legea, și limba, și inima, și chiar dragostea sătenilor; și după nepăsarea și risipa ce o facem, zvârlind banul pe lucruri de nimica, puțin mai avem de înstrăinat, și nu-i departe vremea aceea, pe cât văd eu. Întrebați pe bieții nemernici de săteni, să spuie ei dacă mai cunosc cine le e stăpân. Au rămas ca niște câini ai nimănui, sărmanii oameni! Cine se scoală mai dimineață, acela e mai mare în sat la ei, de-i horopsește și-i țuhăiește mai rău decât pe vite! Ciocoismul și străinii să trăiască, și las' pe dânșii, că ne scot ei la covrigi!”” Ion Creangă menționează în aceeași povestire că Alecu Forăscu a intervenit într-o ședință a Divanului Ad-hoc în care țăranul Ion Roată a fost tratat cu obrăznicie de un boier tânăr, afirmând că „decât un bonjurist c-o mână de învățătură, mai bine un țăran cu un car de minte!”
Vornicul Alecu Forăscu a decedat în 1869, fiind înmormântat în cimitirul de la Mănăstirea Neamț. Soția sa a decedat în 1875 și a fost înmormântată tot acolo. Mai târziu, fiica lor, Natalia Vârnav (1847-1937), ce era soția deputatului Gheorghe (Iorgu) Vârnav, a așezat o piatră funerară deasupra mormintelor părinților ei.
Un portret în cărbune al vornicului Alecu Botez-Forăscu este păstrat în prezent în biserica de la Șoldănești. Portretul nu este semnat și datează, probabil, din anii ’60 ai secolului al XIX-lea.

## Mențiuni literare

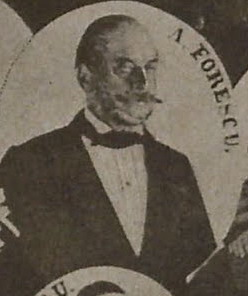
Vornicul Alecu Forăscu (1857)

Vornicul Alecu Forăscu este menționat în mai multe opere literare românești, în principal în legătură cu activitatea sa unionistă. El este descris cu respect și duioșie de scriitorul Ion Creangă în povestirea „Ioan Roată și Vodă Cuza” (1882) ca un boier generos, apropiat de țărani și păstrător al tradițiilor strămoșești. „În Divanul ad-hoc din Moldova erau boieri de toată mâna: și mai mari, și mai mici; și mai bătrâni, și mai tineri; și mai învățați, și mai neînvățați, cum îi apucase timpul. Între acești din urmă erau de-alde bătrânul Alecu Forăscu, poreclit și Tololoiu, Grigore Cuza și alți câțiva de-alde aceștia, care, ținându-se de obiceiurile strămoșești, în toate sărbătorile ascultau cu evlavie slujbă bisericească de la început până la sfârșit, cântând și citind la strană de-a valma cu dascălii și preoții bisericii; iar la zile mari, ca să le ticnească veselia, împărțeau bucățica de pâine cu orfanii, cu văduvele și cu alți nevoiași, cum apucară din părinți. Atâta-i ajungea capul, atâta făceau și ei pe vremea lor, Dumnezeu să-i ierte și să-i odihnească, unde-or fi acolo, că bună inimă mai aveau!”
Prozatorul Mihail Sadoveanu îl prezintă însă într-un mod cu totul fals în romanul proletcultist Nada Florilor (1950) ca pe unul dintre membrii Divanului ad-hoc care se opuneau Unirii Moldovei cu Muntenia. Aflat la pescuit pe malul Iazului Călugărului din Fălticeni, tânărul Iliuță Dumitraș ascultă povestea lui moș Pricop Litavoi din Forăști despre conflictul său cu boierii ce stăpâneau satul: „Să știi că eu îs Pricop Litavoi... Poate ai mai auzit de mine. Dacă n-ai mai auzit, nu-i nimica; afli acuma. Eu îs cel care m-am tras în degete cu un boier, Alecu Forăscu, și l-am înfruntat când ne spurca și ne batjocorea că ce ne trebuie nouă țăranilor unire și domn unul de-ai noștri pe care îl chema Cuza-Vodă... După aceea m-am tras în degete în vremea mai dincoace și c-un fecior al Forăscului aceluia, cu numele Coculeț. Ciocoii lui de la Forăști ne rod, ne mulg și ne belesc, de-am ajuns la sapă de lemn”.